# Afiksy w języku esperanto
Afiksy w języku esperanto – przyrostki i przedrostki pełniące funkcje słowotwórcze w języku esperanto. Esperanto jest językiem aglutynacyjnym – tworzenie nowych słów lub innych form gramatycznych polega na dołączaniu prefiksów i sufiksów do rdzenia. Mogą one pełnić funkcje gramatyczne, choć najczęściej wykorzystywane są do tworzenia nowych wyrazów. Zarówno prefiksy i sufiksy mogą występować jako oddzielne wyrazy (najczęściej przymiotniki, przysłówki, także przyimki).

## Prefiksy
Prefiksy (przedrostki) pełnią w języku esperanto głównie funkcję słowotwórczą. Wiele z nich pochodzi od przyimków.

### Prefiksy słowotwórcze
Prefiks BO – oznacza skoligacenie rodzinne przez małżeństwo: patro – ojciec → bopatro – teść, filo – syn → bofilo – zięć
Prefiks ĈEF – oznacza wagę, uprzywilejowaną pozycję, przywództwo: urbo – miasto → ĉefurbo – stolica; redaktoro – redaktor → ĉefredaktoro – redaktor naczelny
Prefiks DIS – oznacza rozdzielenie, rozpad: kuri – biec → diskuri – rozbiec się, tranĉi – ciąć → distranĉi – rozciąć

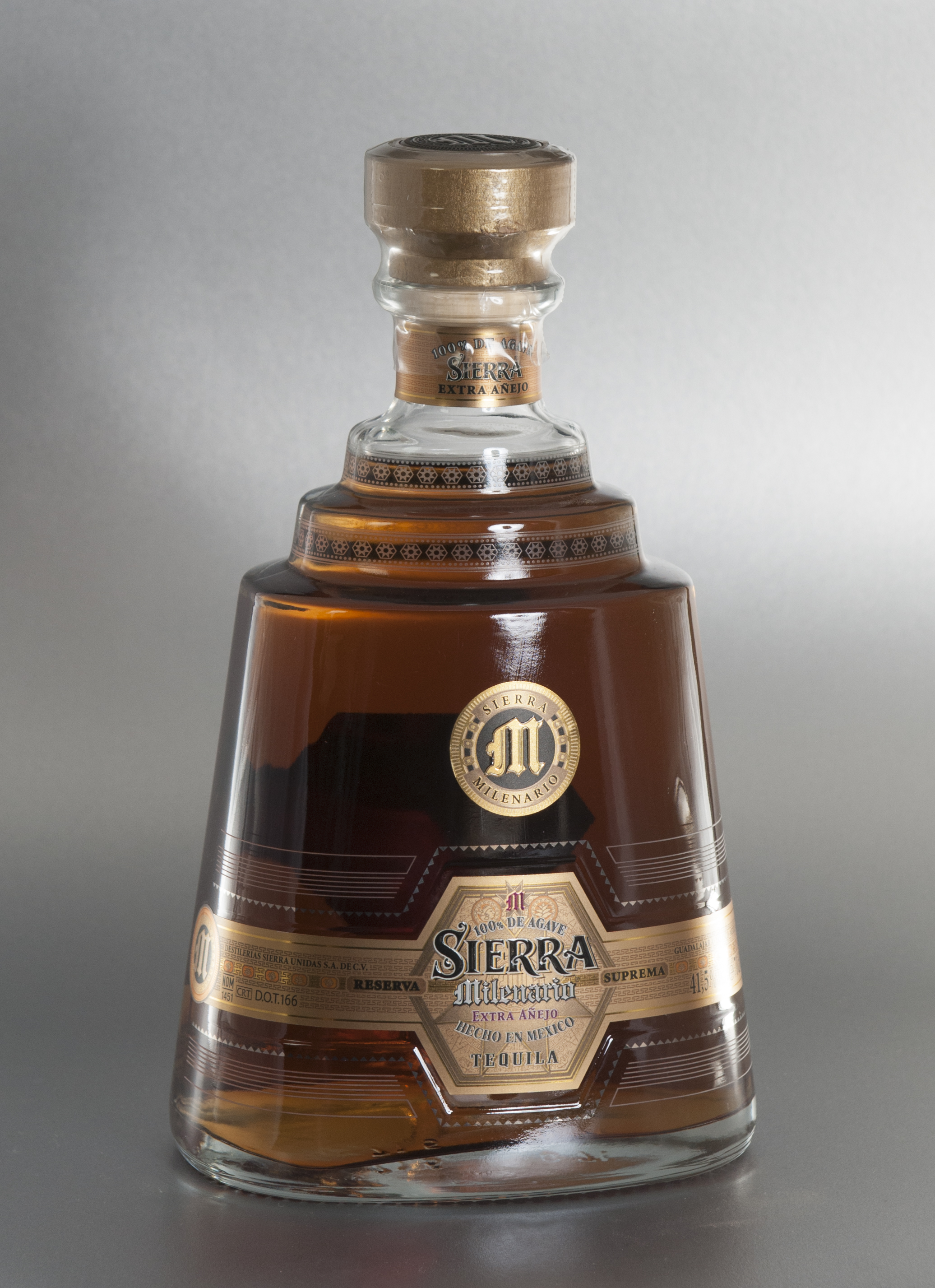
Tiu ĉi botelo estas plena

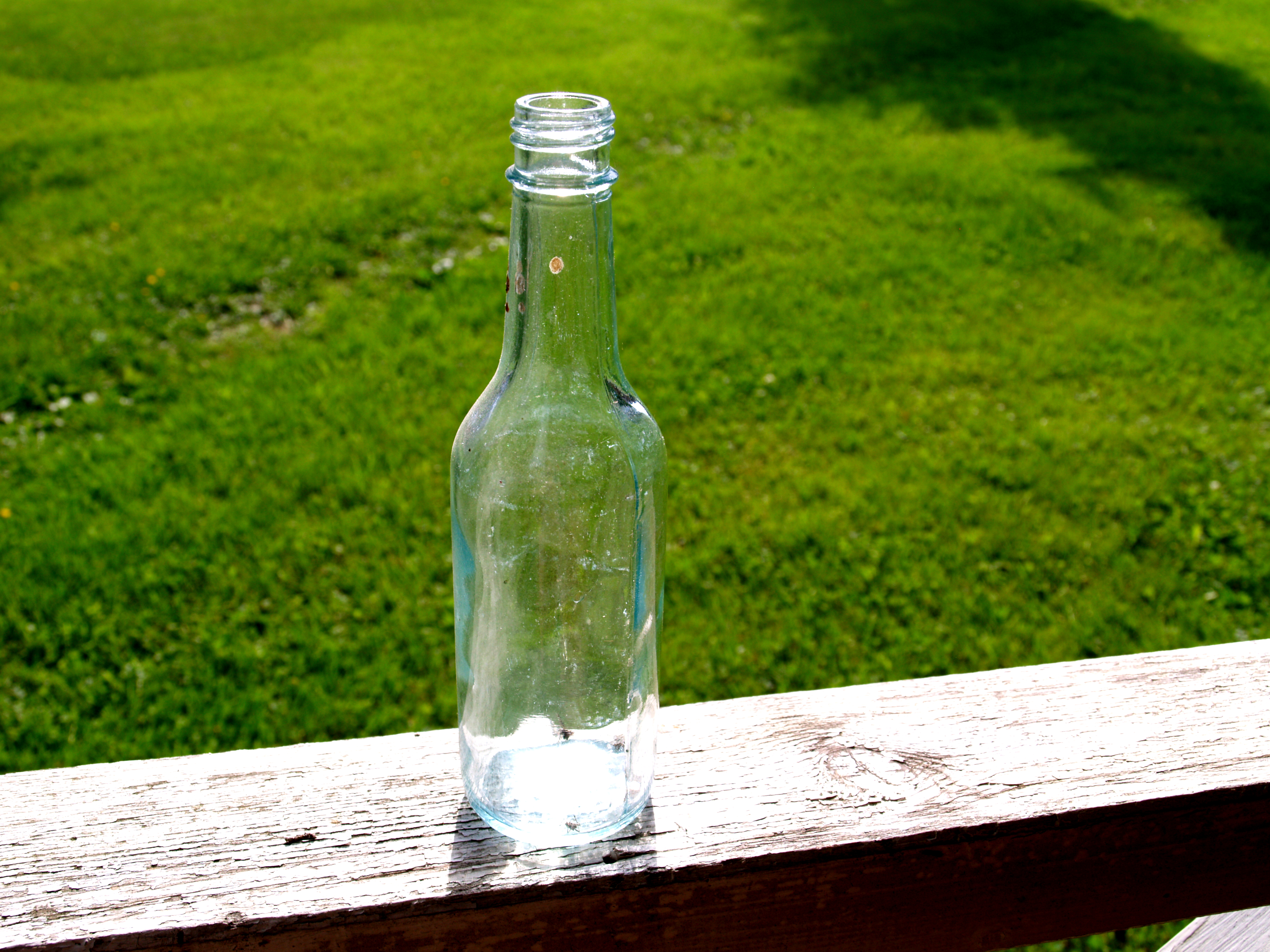
La botelo estas malplena

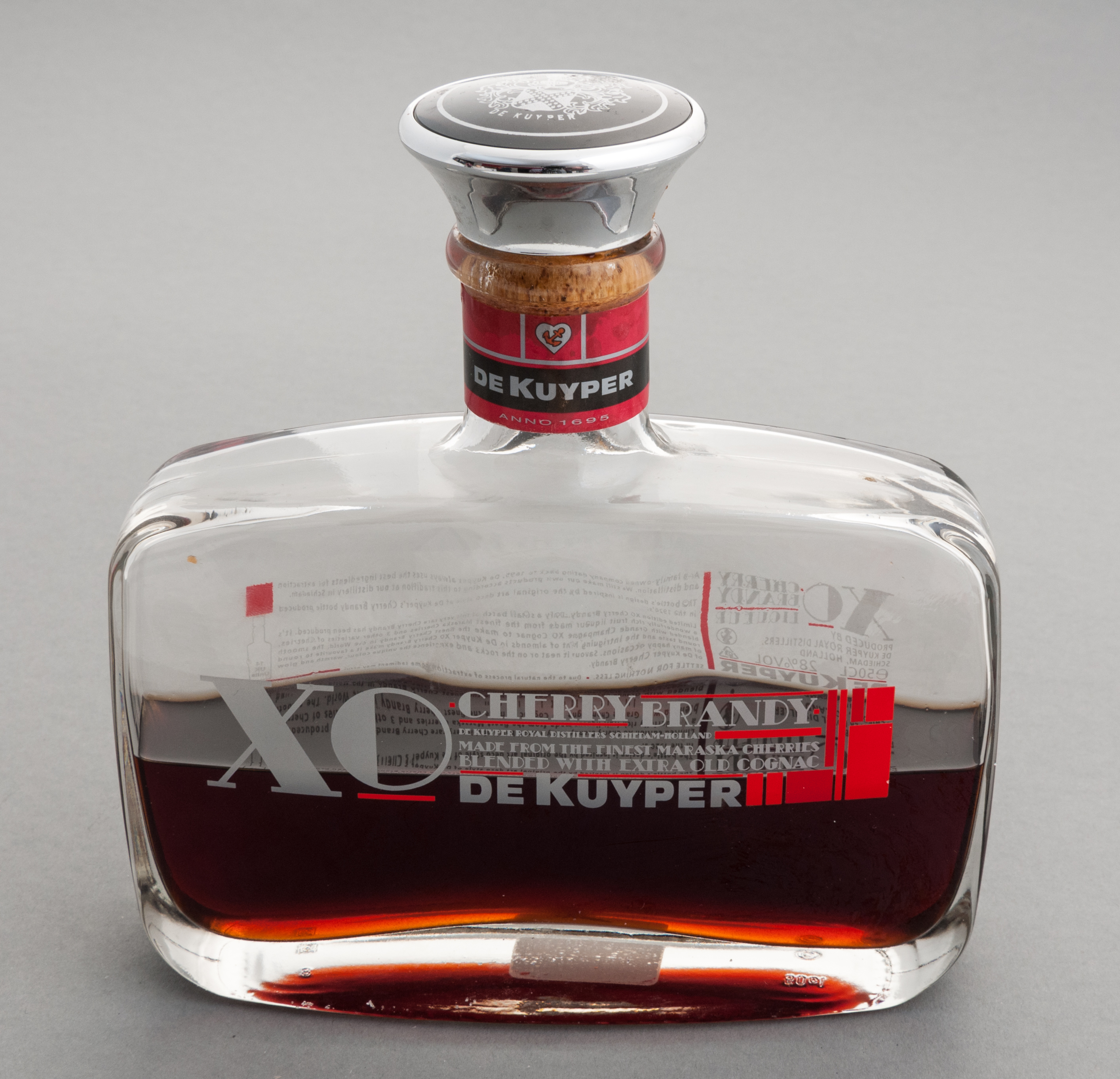
La botelo estas neplena

Prefiks EK – oznacza początek, nagłość lub krótkotrwałość czynności: dormi – spać → ekdormi – zasnąć; krii – krzyczeć → ekkrii – wykrzyknąć. Czasem sufiks ten może oznaczać długi początek, np. eklerni: Mi eklernis esperanton – zacząłem uczyć się esperanto.
Prefiks EKS – oznacza rzecz lub osobę byłą, dawną : ministro – minister → eksministro – były minister
Prefiks GE – służy do tworzenia wyrazów oznaczających osobników obojga płci: knabo – chłopiec → geknaboj – chłopcy i dziewczynki, patro – ojciec → gepatroj – rodzice. Wyrazy z tym przedrostkiem w naturalny sposób występują w liczbie mnogiej.
Prefiks MAL – służy do tworzenia przeciwieństw dla rzeczy wyrażonej rdzeniem: alta – wysoki → malalta – niski, juna – młody → maljuna – niemłody, stary, nova – nowy → malnova – nienowy, stary
Prefiks MIS – oznacza: omyłkowo, błędnie, źle, niewłaściwie, w zły sposób: kompreni – rozumieć → miskompreni – źle zrozumieć, kalkuli – liczyć → miskalkuli – pomylić się w obliczeniach, błędnie policzyć. Mise – omyłkowo
Prefiks PRA – służy do wyrażania dawnego charakteru przedmiotu, zjawiska bądź osoby, którą opisuje rdzeń: arbaro – las → praarbaro – puszcza, homo – człowiek → prahomo – praczłowiek, nepo – wnuk → pranepo – prawnuk
Prefiks RE – służy do zasygnalizowania powrotu, zmiany kierunku lub powtórzenia czynności: doni – dać → redoni – zwrócić, legi – czytać → relegi – przeczytać ponownie, veni – przyjść → reveni → wrócić

### Prefiksy powstałe z przyimków
Prefiks AL wywodzi się z przyimka oznaczającego „do”, „ku”, „w kierunku”: doni – dać → aldoni – dodać, porti – nosić → alporti – przynosić
Prefiks ANTAŬ wywodzi się z przyimka oznaczającego „przed” w sensie kierunku, miejsca i czasu: urbo – miasto → antaŭurbo – przedmieście, diri – mówić → antaŭdiri – przepowiedzieć, paroli – mówić → antaŭparolo – przemowa
Prefiks APUD – oznacza bezpośrednią bliskość: bordo – brzeg → apudborda – przybrzeżny, urbo – miasto → apudurba – podmiejski
Prefiks ĈIRKAU – wywodzi się z przyimka oznaczającego „naokoło”, „wokół”: iri – iść → ĉirkauiri – obejść, kolo – szyja → ĉirkaŭkolo – naszyjnik, obroża
Prefiks DE – oznacza usunięcie czegoś: tranĉi → detranĉi – odciąć, fali – upaść → defali – odpaść, lavi → delavi – zmyć.
Prefiks DUM – pochodzi od przyimka oznaczającego „podczas”, „w ciągu”, „w czasie”: vivo – życie → dumviva – dożywotni; nokto – noc → dumnokta – nocny, mający miejsce w nocy
Prefiks EKSTER – wywodzi się do przyimka oznaczającego „na zewnątrz” i sugeruje pozycję zewnętrzną w stosunku do desygnatu zawartego w rdzeniu: lando – kraj → eksterlando – zagranica, dubi – wątpić → eksterduba – poza wszelką wątpliwością
Prefiks EL – oznacza wykonanie pracy aż do osiągnięcia zamierzonego rezultatu lub do naturalnego końca czynności: baki → elbaki – wypiec (ciasto), gladi → elgladi – wyprasować, fumi → elfumi – wypalić (papierosa).
Prefiks EN – oznacza wprowadzenie czegoś, włączenie, wprowadzenie do środka, np. skribi → enskribi – wpisać, gluti → engluti – połknąć. Ene – wewnątrz, ena – wewnętrzny
Prefiks FOR – jest użyty, gdy czasownik opisuje zużycie, zniszczenie, usunięcie: drinki → fordrinki – przepić (pieniądze).
Prefiks ĜIS – pochodzi od przyimka oznaczającego „aż do” i oznacza zakończenie czynności: vivi – żyć → ĝisvivi – dożyć, morto – śmierć → gismorta – dośmiertny
Prefiks INTER – pochodzi od przyimka oznaczającego „pomiędzy” i wskazuje na wzajemną relację bądź położenie między dwoma obiektami: linio – linia → interlinio – interlinia, nacia – narodowy → internacia – międzynarodowy, reto – sieć → interreto – internet, paroli – mówić → interparoli – rozmawiać
Prefiks KONTRAŬ – pochodzi od przyimka oznaczającego „naprzeciw”, „przeciwko”, „wbrew” i oznacza pozycją przeciwną w stosunku do czynności wyrażonej rdzeniem: agidziałać → kontraŭagi – przeciwdziałać, venno – trucizna → kontraŭveno – odtrutka
Prefiks KROM – pochodzi od przyimka oznaczającego „oprócz”, „poza” i oznacza coś dodatkowego względem desygnatu wyrażonego rdzeniem: leciono – lekcja → kromleciono – korepetycja, virino – kobieta; kromvirino – kochanka, nałożnica
Prefiks KUN – występuje tam, gdzie czynność wyrażona czasownikiem polega na łączeniu, działanie w tym samym celu: preni → kunpreni – zabrać ze sobą, meti → kunmeti – złożyć razem, labori → kunlabori – współpracować, veni → kunveni – zebrać się
Prefiks LAŬ – pochodzi od przyimka oznaczającego „według”, „wzdłuż”, „zgodnie z”: eble – może → laŭebla – w miarę możliwości, diri – mówić → laŭdire – jak powiadają
Prefiks MALGRAŬ – pochodzi od przyimka oznaczającego „mimo”, „pomimo” i jest rzadko używany jako prefiks: volo – chęć, wola → malgraŭvola – mimowolny, bezwiedny
Prefiks PER – zmienia aspekt czasownika z niedokonanego na dokonany. Używa się go w czasownikach oznaczających zdobycie czegoś w wyniku czynności przedstawionej czasownikiem: labori → perlabori (monon) – zarobić (pieniądze), konstrui → perkonstrui – wybudować
Prefiks POST – pochodzi od przyimka oznaczającego „po”, „za” w sensie miejsca, kierunku lub czasu: morgaŭ – jutro → postmorgaŭ – pojutrze, iri – iść → postiri – iść za kimś, śledzić kogoś
Prefiks PRETER – pochodzi od przedimka oznaczającego „wzdłuż”, „obok”: iri – iść → preteriri – przejść obok, vidi – widzieć → pretervidi – przeoczyć
Prefiks PRI – zmienia nieprzechodnią formę czasownika w przechodnią, przy okazji tworząc postać dokonaną: pensi – myśleć → pripensi – przemyśleć (coś), paroli – mówić → priparoli – omówić
Prefiks SUB – pochodzi od przyimka oznaczającego „pod” i oznacza pozycję niższą względem tej, któ©ą zajmuje desygnat określony rdzeniem: tera – ziemia → subtera – podziemny, meti – kłaść → submeti – podkładać
Prefiks SUPER – pochodzi od przyimka oznaczającego „nad” i oznacza wyższą pozycję niż desygnat wyrażony rdzeniem: krii – krzyczeć → superkrii – przekrzyczeć, pagi – płacić → superpagi – przepłacać
Prefiks SUR – wskazuje na pozycję „na” i również zamienia postać czasownika na dokonaną: meti – położyć – surmeti – włożyć, nałożyć (ubranie), iri – iść → suriri – wejść (na szczyt)
Prefiks TRA – pochodzi od przyimka oznaczającego „przez”, „poprzez”, „na wskroś”: legi – czytać → tralegi – przeczytać całość, konduki – prowadzić → trakonduki – przeprowadzić
Prefiks TRANS – jest odpowiednikami polskiego przedrostka „prze–” i pochodzi od przyimka oznaczającego „z tamtej strony”: planti – sadzić (roślinę) – transplanti – przesadzić, porti – nosić → transporti – transportować

## Sufiksy

### Sufiksy gramatyczne
Są to końcówki, które stosuje się dla zaznaczenia kategorii gramatycznej wyrazu: liczby, przypadku, czasu, strony itp.

#### Sufiksy grupy nominalnej
Sufiks –O jest cechą rzeczownika: ŝtelisto – złodziej, malfacilaĵo – trudność, patro – ojciec
Sufiks –N – stosuje się dla rzeczowników lub przymiotników w bierniku: frago – truskawka → fragon – truskawkę, lernejo – szkoła → lernejon – szkołę
Sufiks –J oznacza liczbę mnogą rzeczownika albo przymiotnika: malgranda – mały → malgrandaj → małe, kato – kot → katoj – koty
Sufiks –A jest cechą przymiotnika: bela – piękny, elektra – elektryczny, granda – duży
Sufiks –E oznacza przysłówek: bona – dobry → bone – dobrze, bela – piękny → bele – pięknie, rapida – szybki → rapide → szybko, skribi – pisać → skribe – pisemnie

#### Sufiksy czasownikowe
Sufiks –I jest cechą bezokolicznika czasownika: esti – być, trinki – pić, renkonti – spotkać
Sufiks –AS determinuje czas teraźniejszy czasownika: kanti → kantas → śpiewam, porti → portas – niosę, aĉeti → acetas – kupuję
Sufiks –OS determinuje czas przyszły czasownika: maĉi – gryźć → maĉos – będę gryzł, vendi → vendos – sprzedam, montri →
Sufiks –IS determinuje czas przeszły czasownika: bati → batis – biłem, malfermi → malfermis – zamknąłem, plibonigi → plibonigis – poprawiłem
Sufiks –US służy do tworzenia formy warunkowej czasownika: legi → legus – przeczytałbym, deziri → dezirus – chciałbym, życzyłbym sobie, povi → povus – mógłbym
Sufiks –U jest cechą trybu rozkazującego i łączącego: preni → prenu – przynieś, abym przyniósł, montri → montru – pokaż, abym pokazał, fari → faru – rób, abyś robił

### Sufiksy imiesłowowe

#### Sufiksy imiesłowowe czynne
Sufiks –ANT, mogący przyjmować formy: rzeczownikową (–ANTO), przymiotnikową (ANTA) i przysłówkową (–ANTE) służy do tworzenia imiesłowów czynnych teraźniejszych z tematu czasownika: legi – czytać → leganto – (ktoś) czytający, rigardi – patrzeć → rigardanta – patrząc
Sufiks –INT, mogący przyjmować formy: rzeczownikową (–INTO), przymiotnikową (INTA) i przysłówkową (–INTE) służy do tworzenia imiesłowów czynnych przeszłych z tematu czasownika: kreski – rosnąć → kreskinta – ten, który urósł, provi – próbować → provinte – spróbowawszy, ŝteli – kraść → ŝtelinta – ten, który ukradł
Sufiks –ONT, mogący przyjmować formy: rzeczownikową (–ONTO), przymiotnikową (ONTA) i przysłówkową (–ONTE) służy do tworzenia imiesłowów czynnych przyszłych z tematu czasownika: reveni – wrócić → revenonto – ten, który ma wrócić, friti – smażyć → fritonta ovo – jajko do usmażenia

#### Sufiksy imiesłowowe bierne
Sufiks –AT, mogący przyjmować formy: rzeczownikową (–ATO), przymiotnikową (ATA) i przysłówkową (–ATE) służy do tworzenia imiesłowów biernych teraźniejszych z tematu czasownika: ŝanĝi – zmieniać → ŝanĝata – zmieniany (teraz), ornami – ozdabiać → ornamata – ozdabiany
Sufiks –IT, mogący przyjmować formy: rzeczownikową (–ITO), przymiotnikową (ITA) i przysłówkową (–ITE) służy do tworzenia imiesłowów biernych przeszłych z tematu czasownika: preni – wziąć → prenite – wziąwszy; manĝi – jeść → mangita – zjedzony
Sufiks –OT, mogący przyjmować formy: rzeczownikową (–OTO), przymiotnikową (OTA) i przysłówkową (–OTE) służy do tworzenia imiesłowów biernych przyszłych z tematu czasownika: vendi – sprzedać → vendota tablo – stół, który będzie sprzedany

### Sufiksy specjalne –ig– i –iĝ–
Sufiks –IG – służy do dawania czasownikom aspektu przechodniości: sidi – siedzieć → sidigi – sadzać. Czasowniki przechodnie można tworzyć również z innych części mowy: pura – czysty → purigi – czyścić, ruino – ruina → ruinigi – rujnować.
Sufiks –IĜ – służy do tworzenia czasowników nieprzechodnich i ma działanie przeciwne do sufiksu –IG–: veki – budzić (kogoś) → vekiĝi – budzić się.

### Sufiksy zaimkowe
Stosowane są przy tworzeniu zaimków.
Sufiks –U oznacza osobę: kiu – kto, który, ĉiu – każdy, neniu – żaden
Sufiks –O oznacza przedmiot: kio – co, tio – tamto, nenio– nic
Sufiks –A oznacza cechę: kia – jaki, ia – jakiś, nenia – żaden
Sufiks –ES oznacza przynależność: kies – czyj, ĉies – należący do wszystkich, nenies – niczyj
Sufiks –E oznacza miejsce: kie – gdzie, ie – gdzieś, tie – tam, nenie – nigdzie
Sufiks –EL oznacza sposób: kiel – jak, iel – w jakiś sposób, jakoś, neniel – w żaden sposób
Sufiks –AM oznacza czas: kiam – kiedy. tiam – wtedy, neniam – nigdy
Sufiks –IOM oznacza liczbę: kiom – ile, iom – nieco, trochę, neniom – nic, żadna ilość
Sufiks –AL oznacza przyczynę: kial – dlaczego, ial – dlatego, ĉial – ze wszech przyczyn, nenial – bez przyczyny

### Sufiksy używane z liczebnikiem
Liczebniki określające krotność tworzy się przy pomocy przyrostka –OBL – oraz odpowiedniego liczebnika i najczęściej są przymiotnikami lub przysłówkami: unuobla – pojedynczy, duobla – podwójny, unuoble – pojedynczo, duoble – podwójnie.
Sufiks –ON – służy do tworzenia ułamków zwykłych przez dodanie go do odpowiedniego liczebnika: duono – połowa, jedna druga, sep okonoj – siedem ósmych. Mianownik ułamka występuje w mianowniku liczby mnogiej.
Sufiks –OP – służy do tworzenia liczebników krotności, przez dodanie go do odpowiedniego liczebnika. Otrzymany wyraz może być najczęściej przymiotnikiem lub przysłówkiem: unuopa – pojedynczy, unuope – pojedynczo; duopa – podwójny, triope – potrójnie.
Wielokrotność można wyrazić przy pomocy przyrostka –FOJE: dufoje – dwa razy, kiomfoje – ile razy? Mi vidis lin hodiaŭ trifoje. – widziałem go dziś trzy razy.

### Sufiksy słowotwórcze
Sufiks –AĈ – używa się, dla podkreślenia wstrętu, pogardy dla przedmiotu lub osoby określonej przez rdzeń: homo – człowiek → homaĉo – człowiek brzydki (ze względów estetycznych). Aĉa – wstrętny, paskudny
Sufiks –AD – wskazuje na długość wykonywanej czynności: skribi → skribadi – pisywać, paroli → paroladi – mawiać
Sufiks –AĴ – może oznaczać:
- przedmiot o cechach, które posiada rdzeń: dolĉa – słodki → dolĉaĵo – słodycz, coś słodkiego
- efekt czynności wyrażonej przez rdzeń: konstrui – budować → konstruaĵo – budowa
- produkt zrobiony z czegoś, co określa rdzeń: porko – wieprz → porkaĵo – wieprzowina

Sufiks –AD – oznacza powtarzalność lub długotrwałość czynności wyrażonej rdzeniem: fari – robić → farado – robienie, skribi – pisać → skribadi – pisywać
Sufiks –AN – oznacza członka zbiorowości, mieszkańca miasta lub kraju, wyznawcę religii: islam → islamano – wyznawca islamu, klubo – klub → klubano – klubowicz, Varsovio → Varsoviano – warszawiak
Sufiks –AR – oznacza zbiór, zespół, rzecz złożoną z przedmiotu opisanego przez rdzeń: arbo – drzewo → arbaro – las, junulo – młody człowiek → junularo – młodzież
Sufiks –ĈJ – stosuje się dla pieszczotliwego zdrobnienia imienia męskiego lub tytułu: Johano – Jan → Joĉjo – Jaś, patro – ojciec → paĉjo – tatuś
Sufiks –EBL – oznacza, że coś jest możliwe do wykonania: kompreni – rozumieć → komprenebla – zrozumiały. legi – czytać → legebla – możliwy do odczytania, czytelny; eble – możliwe
Sufiks –EC – oznacza cechę, którą posiada rdzeń, a także oderwane pojęcie: bela – ładny → beleco – piękno, stulta – głupi → stulteco – głupota
Sufiks –EDZINO – odpowiada polskiemu –„owa” i dodaje się go do tytułów lub zawodów: profesoro – profesor → profesoredzino – profesorowa
Sufiks –EG – służy do tworzenia wskazywania na duże rozmiary rzeczy określonej rdzeniem: bela → belega – bardzo duży, varma – ciepły → varmega – gorący; ega – wielki
Sufiks –EJ – oznacza miejsce związane ze znaczeniem wyrazu, do którego jest przyłączany, lub gdzie odbywa się czynność określona przez rdzeń” lerni → lernejo – szkoła, teni – trzymać → tenejo – schowek, labori → laborejo – miejsce pracy; ejo – pomieszczenie
Sufiks –EM – oznacza skłonność, chęć, ochotę w zakresie określonym przez rdzeń: labori – pracować → laborema – pracowity, ŝpari – oszczędzać – ŝparema – oszczędny; emo – skłonność
Sufiks –ER – oznacza małą cząstkę rzeczy wyrażonej przez rdzeń: sablo – piasek → sablero – ziarenko piasku, neĝo – śnieg → neĝero – płatek śniegu, śnieżynka. Ero – cząstka, element.
Sufiks –ESK – oznacza rzecz podobną do desygnatu wyrażonego rdzeniem: blanka – biały → blankeska – białawy, infano – dziecko → infaneska – dziecinny
Sufiks –ESTR – oznacza szefa, przełożonego, dyrektora: ŝipo – statek → ŝipestro – kapitan statku, urbo – miasto → urbestro – burmistrz, mer, prezydent miasta
Sufiks –ET – służy do tworzenia zdrobnień bądź też wskazywania na niewielkie rozmiary rzeczy określonej rdzeniem: hundo – pies → hundeto – piesek (niewielkich rozmiarów), urbo – miasto → urbeto – miasteczko (niewielkie miasto). Wyraz z tym przyrostkiem może również określać stosunek emocjonalny do rzeczy określonej rdzeniem: mia kara patrineto – moja ukochana mamusia
Prefiks FI – dodaje się w celu zaznaczenia, że mówiący odczuwa w stosunku do przedmiotu wyrażonego rdzeniem obrzydzenie moralne: homo – człowiek → fihomo – łajdak, kanalia (uwaga: nie należy mylić z przyrostkiem –AĈ–). Fia – podły, wstrętny.
Sufiks –ID – oznacza potomka, młodego osobnika: hundo – pies → hundido – szczeniak piesek, reĝo – król → reĝido – królewicz

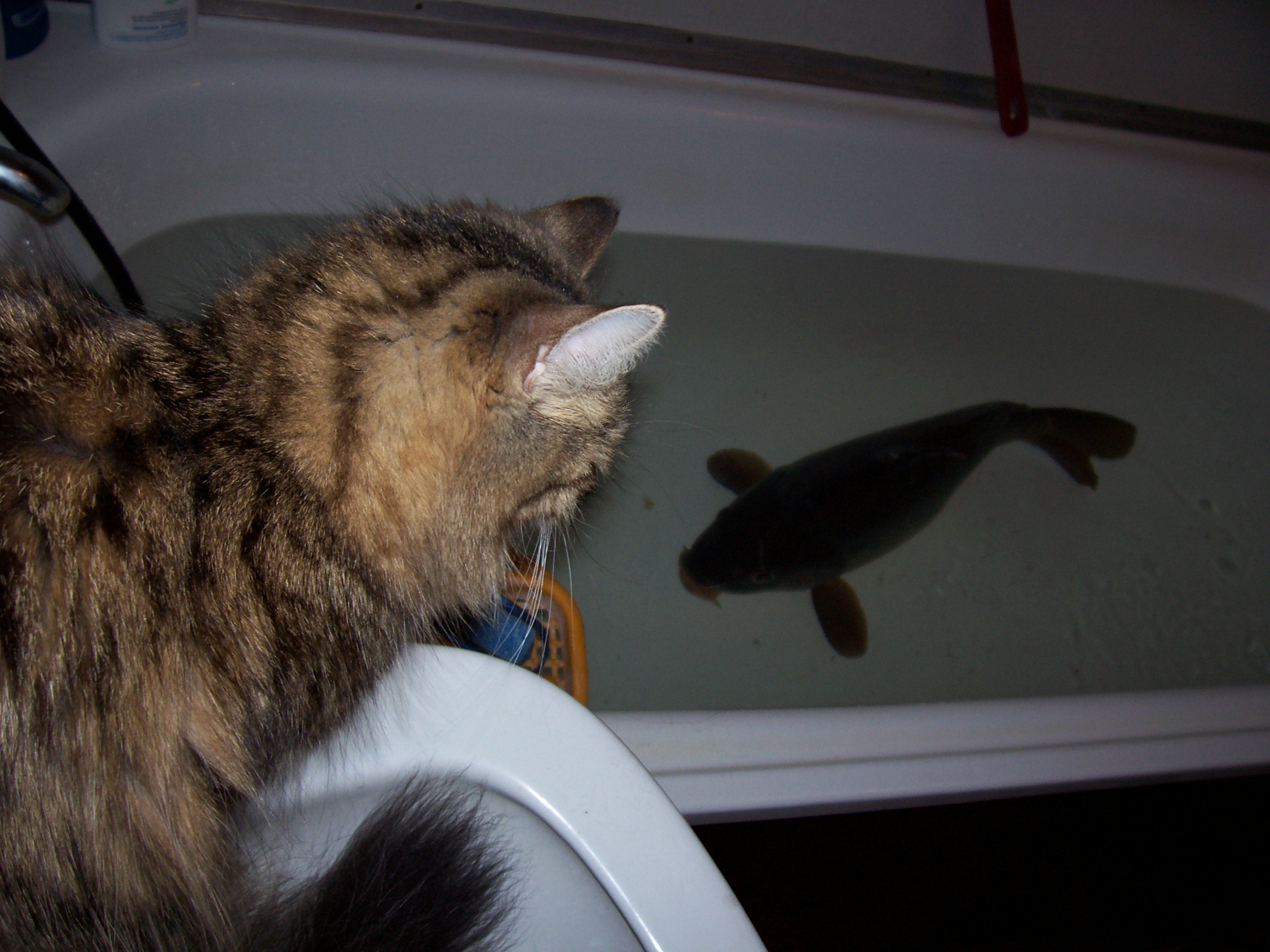
Fiŝo

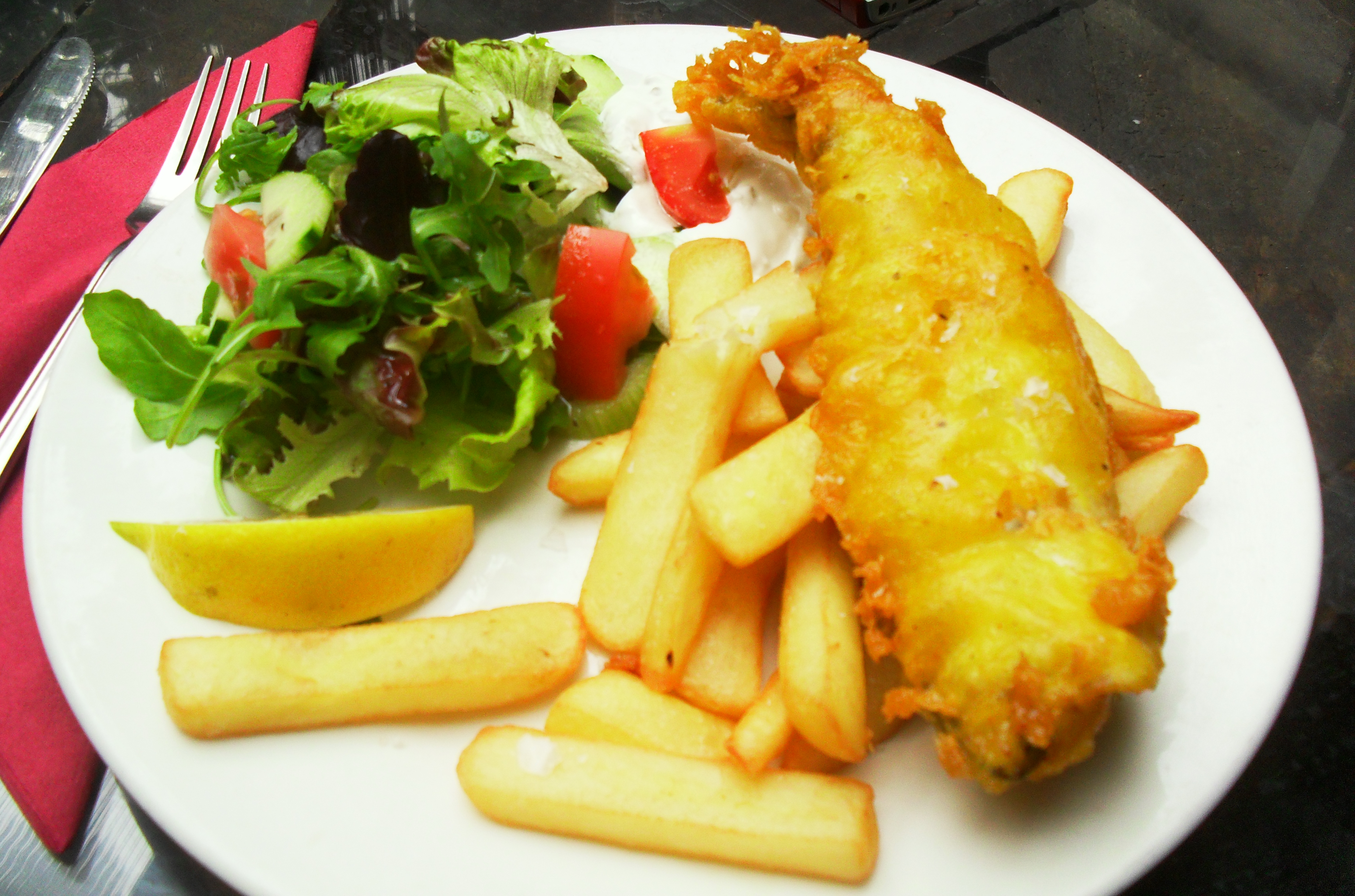
Fiŝaĵo

Sufiks –IL – oznacza narzędzie, urządzenie, przyrząd wykonujący czynność związaną ze znaczeniem rdzenia: ŝlosi – zamykać na klucz → ŝlosilo – klucz, tranĉi – ciąć → tranĉilo – nóż; ilo – narzędzie
Sufiks –IN – służy do tworzenia rodzaju żeńskiego rzeczowników i przymiotników: redaktoro – redaktor → redaktorino – redaktorka, patro – ojciec → patrino – matka
Sufiks –IND – służy do podkreślenia wartości, wskazania, że wyraz wyrażony rdzeniem jest godzien, wart: miri – podziwiać → mirinda – godny podziwu, kredi – wierzyć → kredinda – wiarygodny
Sufiks –ING – oznacza futerał, nasadkę, pochwę: fingro – palec → fingringo – naparstek, kandelo – świeca → kandelingo → świecznik
Sufiks –ISM – oznacza doktrynę, ruch, system: kolonio – kolonia → kolonialismo – kolonializm, spirito – duch → spiritualizmo – spirytualizm
Sufiks –IST – może oznaczać:
- osobę wykonującą jakiś konkretny zawód lub stałą czynność: labori – pracować → laboristo – robotnik, ŝteli – kraść → ŝtelisto – złodziej, dento – ząb → dentisto – dentysta
- zwolennika ideologii, idei lub prądu umysłowego: Esperanto – esperanto → esperantisto – esperantysta, sociala – społeczny → socialisto – socjalista

Sufiks –IV – oznacza zdolność: produkti – produkować, produktiva – zdolny do produkcji, pagi – płacić → pagiva kliento – wypłacalny klient
Sufiks –IZ – oznacza pokryć czymś, zaopatrzyć: oro – złoto → orizi – pokryć złotem, ozłocić
Sufiks –LAND – służy do tworzenia niektórych nazw krajów: polo – Polak → Pollando – Polska
Sufiks –MAL – oznacza przeciwieństwo cechy, którą odznacza się rdzeń: antaŭ – przed → malantau – za, varma – ciepły → malvarma – zimny. Jest różnica między mal a ne: druga partykuła jest przeczeniem. utila – pożyteczny → malutila – szkodliwy → neutila – nieużyteczny.
Sufiks –NJ – stosuje się dla pieszczotliwego zdrobnienia imienia żeńskiego lub tytułu: Marjo – Maria → Manjo – Marysia, patrino – matka → panjo – mamusia
Sufiks –UJ – może oznaczać:
- pojemnik lub naczynie do przechowywania rzeczy określonych przez rdzeń: mono – pieniądze → monujo – portfel, salo – sól → salujo – solniczka. Ujo – naczynie, pojemnik
- nazwę drzewa pochodzącą od nazwy owocu: pomo – jabłko → pomujo – jabłoń
- nazwę kraju utworzoną od nazwy narodowości: germano – Niemiec → Germanujo – Niemcy

Sufiks –UL – oznacza osobę o cechach wskazanych przez rdzeń: freneza – szalony → frenezulo – wariat, juna – młody → junulo – młodzieniec, blonda – blond, o jasnych włosach → blondulo – blondyn; ulo – osoba
Sufiks –UM – nie ma konkretnego przydziału i używany jest niejako rezerwowo: butiko – sklep → butikumi – robić zakupy, plena – pełny → plenumi – wypełnić